# Манмохан Синг
Манмохан Синг  (панџ. ਮਨਮੋਹਨ ਸਿੰਘ, хинд. मनमोहन सिंह; 26. септембар 1932 — Њу Делхи, 26. децембар 2024) био је индијски политичар који је био председник владе Индије од 22. маја 2004. до 26. маја 2014. Сматрају га архитектом модерне Индије због економске либерализације коју је покренуо 1991. док је био министар финансија. Рођен је 26. септембра 1932. у Гаху у Западном Пенџабу у данашњем Пакистану. Био је члан партије Индијски национални конгрес. Први је Сик који је постао председник владе.
Био је економиста по професији и једно време је радио у ММФ-у. Магистрирао је 1954. у Чандигару у Пенџабу. Поново је дипломирао на Кембриџу 1957, а докторирао је 1962. на Оксфорду. Најобразованији је од свих досадашњих индијских председника владе. Због свога рада у УН-у, ММФ-у и другим међународним организацијама био је јако цењен у свету. Био је министар финансија у влади Нарасиме Раоа и њему се приписује заслуга у реформи индијске економије током финансијске кризе. Током власти Баратија Џаната Партије (БЏП) био је лидер опозиције од 1998. до 2004.

## Економске реформе и успон на власт
Касних 1980-их био је гувернер централне банке Индије, а министар финансија је постао 1991. у влади Нарасиме Раоа. Сматра се архитектом реформи које је почела спроводити влада, којој је на челу био Нарасима Рао. Економска либерализација од Синга и Раоа отворила је пут директним страним инвестицијама. Индија се дотад налазила у тешкој кризи са великим дефицитом у спољнотрговинској размени. Девизне резерве земље су биле исцрпљене. Због тога није могла лако да плати доспеле рате спољним кредиторима. Почеле су припреме да се златне резерве Индије ставе као хипотека у Банк оф Енгланд да би се добио новац неопходан Индији да плаћа доспеле обавезе. Решење те кризе Синг и Нарасима Рао су нашли у економској либерализацији. Либерализација из 1991. је била први корак у серији либерализација, које су уследиле током 1990-их и 2000-их. Индија је достигла високи степен раста и велике девизне резерве. Иако је економска либерализација била успешна Нарасима Рао је поражен на изборима, јер га је велики део народа сматрао корумпираним.

## У опозицији и избори 2004
Манмохан Синг је остао у Конгресној партији, иако је био маргинализован и трпео је сталне поразе на изборима 1996, 1998 и 1999. Није се придружио побуњеничком крилу партије, кад се много водећих политичара Конгресне партије побунило против избора Соње Ганди за вођу опозиције и председника Конгресне партије. Соњу Ганди су националисти почели нападати због њеног италијанског порекла. Иако је тада изгледало да Конгресна партија нема будућности Синг је остао у њој и помогао је у реформи партијске платфоме и организације.
Конгресна партија у коалицији са другим партијама добила је парламентарне изборе 2004, највише захваљујући сиромашнијем становништву разочараном БЏП партијом, која се окренула средњој класи. Соња Ганди је тада била лидер Конгресне партије и очекивало се да она постане председник владе. Није пристала да буде председник владе и уместо тога именовала је Манмохана Синга. Постао је председник владе 19. маја 2004.

## Председник владе
Сингова влада се фокусирала на смањење буџетског дефицита, али с друге стране за сиромашне сељаке је створио програм опроста дугова. Економском и пореском политиком потакао је велику економску експанзију. Лансирао је кампању смањења верских напетости и конфликта у Индији и почео је политички подржавати мањине као муслимане или хришћане. На спољном плану наставио је мировни процес са Пакистаном, а то се осети по смањеном тероризму у Кашмиру. Ојачане су везе и са САД, Кином и ЕУ. Међутим Индија није успела да добије подршку кључног савезника Русије током захтева за стално место са правом вета у Савету Безбедности УН-а.